# El Kab
Pour les articles homonymes, voir Kab.
El Kab est le nom arabe de la ville antique de Nekheb, en Égypte. Les Grecs, qui avaient identifié Nekhbet à leur déesse des accouchements Eileithyia, donnèrent à cette ville le nom de Eileithyias polis (Eileithyiapolis, littéralement, « la ville de Eileithyia », nom grec de la déesse Nekhbet). Elle se situait entre le Nil et le désert, à l'embouchure du ouâdi Hilal (ou wadi Hellal), à 90 km au sud de Thèbes, sur la rive droite du fleuve en face de Hiérakonpolis.
Capitale du 3e nome de Haute-Égypte, le nome « de la Forteresse » ou « le Rural » ou « les deux plumes (nxn) » elle resta une ville importante jusqu'à l'invasion arabe au VIIIe siècle de notre ère. À cette occasion, elle fut presque totalement détruite.  

## Toponymie
| M22 | D58 | W24 · O49 |

| M22 | D58 | W24 · O49 |

Le site, comme beaucoup d'autres villes égyptiennes, a eu plusieurs noms au cours de l'histoire :
- en égyptien ancien, son nom était Nekheb (Nḫb) ;
- en grec ancien, son nom était Ειλείθυιας πόλις (Eileithyias polis), signifiant « la ville d'Ilithyie » et abrégé en Eileithyiapolis ;
- son nom arabe actuel est الكاب (El Kab).

## La ville
Aujourd'hui, on peut voir dans la ville, principalement les murailles du roi Nectanébo II, plusieurs temples, des rochers abritant des stèles et graffitis de diverses époques. 
Les vestiges les plus remarquables remontent à la période de Nectanébo II (XXXe dynastie), qui entoura la cité de puissantes murailles, pour lesquelles ont peut-être été utilisés d’anciens éléments. Cette enceinte constitue une énorme masse quadrangulaire de 530 mètres de côté, sur une hauteur de six mètres et une épaisseur de douze mètres. Près des portes monumentales ont été édifiées des rampes par lesquelles on accédait au sommet du rempart. Seules apparaissent encore les ruines des temples situés dans la partie sud-ouest de la ville. Les plus anciennes traces de construction sont datées de la XIe dynastie. L'origine du temple de Nekhbet remonte à la XVIIIe dynastie, mais l'ensemble du monument, avec ses trois pylônes, sa salle hypostyle, son naos et ses cryptes, date du règne d'Achôris (début du -IVe siècle). Un temple de Thot est accolé au mur ouest. Il consiste en un pylône de l’époque de Ramsès II, une cour à portique, une salle hypostyle à trois nefs et le naos.
Hors de l’enceinte ont été identifiés les restes d’un temple à déambulatoire édifié sous Thoutmôsis III, un autre de l’époque de Nectanébo II, et un hémispéos (temple caverne) partiellement aménagé dans la falaise, de Ptolémée II Philadelphe.

## La nécropole
La nécropole se trouve à l'extérieur de l'ancienne ville, à environ 600 m de l'enceinte, de l'autre côté de la route. Sur le versant sud de la colline qui domine la ville, ces tombes rupestres ont accueilli les tombes des familles des princes de la ville au Moyen Empire, pendant la guerre contre les Hyksôs et au début de la XVIIIe dynastie (Nouvel Empire).
Les monuments les plus connus sont les tombes d'Ahmès fils d'Abana, de son petit-fils Pahéri, de Reneny, de Sétaou et d’Ahmès Pen-Nekhbet.

### Tombe EK2: Ahmès Pen-Nekhbet
Cette tombe est actuellement fermée au public. Son surnom Pen-Nekhbet signifie qu'il venait de Nekheb. Il était le gardien du sceau du pharaon. Sa tombe contient des textes concernant l'histoire du Nouvel Empire, des pharaons Ahmôsis Ier et Thoutmôsis III.

### Tombe EK3: Pahéri

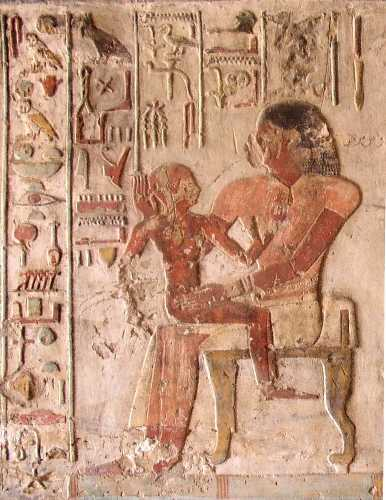
Tombeau de Pahéri.

Pahéri était le petit-fils d'Ahmès fils d'Abana. Il était nomarque de Nekhen (Hiérakonpolis) sous le règne du roi Thoutmôsis III, scribe et tuteur du prince Ouadjmès.
La tombe est située sur une plateforme au-dessus de la précédente. Remarquablement bien conservée, c'est la tombe qui présente les décorations les plus intéressantes.
Sur les parois de la chambre voutée, à gauche de l'entrée, sont décrites des scènes de la vie quotidienne : de gauche à droite, travaux agricoles (culture du blé, récolte du lin, élevage du bétail dont des porcs), le petit prince Ouadjmès, second fils du pharaon Thoutmôsis Ier, sur les genoux de Pahéri qui était son précepteur, et enfin des scènes de chasse et de pêche sous les yeux de Pahéri et de sa femme représentés dans un petit pavillon. Sur l'autre paroi, à droite de l'entrée, la fresque représente la famille de Pahéri avec son épouse et sa mère.

### Tombe EK4: Sétaou
Sétaou était nomarque d'El Kab et premier prophète de Nekhbet sous les règnes de Ramsès III à Ramsès IX (XXe dynastie). 
En haut à gauche de l'encadrement de l'entrée, Sétaou est représenté, vêtu de la peau de léopard du prêtre-sem, tenant une aiguière de sa main gauche.
Sur la stèle à droite de l'entrée, Sétaou et son épouse sont agenouillés devant le dieu Rê. Dans le registre supérieur, la barque transporte le soleil, représenté sous la forme d'un scarabée ailé. À la proue et à la poupe de la barque des cynocéphales, représentations du dieu Thot, acclament le lever du soleil.
La tombe est longue d'une dizaine de mètres et large d'environ quatre mètres ; son plafond en forme de voûte est peint, une frise de dessins géométriques ceinture le haut des murs.
Sur le mur est de sa tombe, son fils Merybast présente des offrandes au défunt et à sa femme Maâtmerout.

### Tombe EK5: Ahmès, fils d'Abana

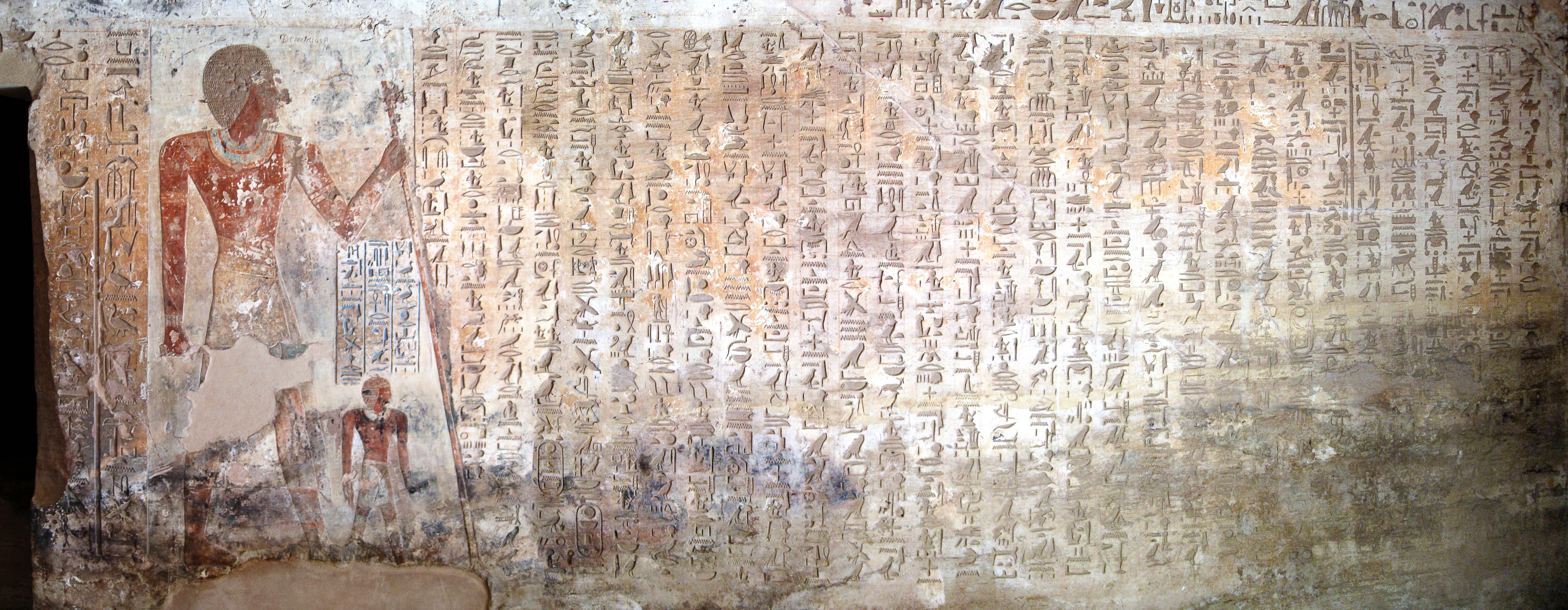
Intérieur de la tombe d'Ahmès avec le récit de sa vie.

Ahmès fils d'Abana a vécu sous les règnes d'Ahmôsis Ier et d'Amenhotep Ier. Comme amiral commandant militaire, il a notamment participé avec succès au siège d'Avaris, la capitale des Hyksôs, dans le delta du Nil et mené des expéditions militaires au sud, près du Soudan. Il ira jusqu'au delà de la troisième cataracte. Ahmès, dans ses textes biographiques, est décrit comme « capitaine de marine ».
Sa tombe (signalée sur le site archéologique comme tombe no 5), se compose de deux chambres :
- la chambre principale, voutée, ouverte sur l'extérieur :
  - mur est (à droite) : à l'extrême gauche, une scène le représente en grand avec son petit-fils Pahéri, plus petit à ses pieds ; ensuite il y a l'ouverture vers la chambre secondaire, surmontée d'un bandeau avec une prière invocatoire ; puis une longue inscription historique et une scène illustrent la victoire d'Ahmès fils d'Abana sur les Hyksôs ;
  - mur sud (à côté de l'entrée) : l'inscription se poursuit sur ses dernières colonnes, suivie par une liste nominative des neuf serviteurs et dix servantes d'Ahmès, les hommes à droite, les femmes à gauche ;
  - mur ouest (à gauche) : les scènes sont martelées.
- la chambre secondaire est maintenant murée. Son niveau est surélevé par rapport à celui de la chambre principale.

### Tombe EK7: Reneny
Reneny était grand prêtre de Nekheb et nomarque d'El Kab sous les règnes d'Amenhotep Ier, Thoutmôsis Ier et Thoutmôsis II.
Sa tombe présente des scènes de momification : des prêtres purifient le corps du défunt en versant de l'eau, ils portent le sarcophage protégé par l'œil d'Horus gravé sur le sarcophage, un prêtre portant le masque d'Anubis attend à l'entrée de la tombe pour faire le rite de l'ouverture de la bouche.
Des fils et filles de Reneny sont nommés dans la tombe, ainsi que ses parents et grands-parents, des frères et sœurs et des tantes. 

### Autres tombes
Il y a de nombreuses autres tombes creusées dans la montagne, non accessibles au public. Les tombes présentent souvent des cavités qui recueillaient les offrandes et les sarcophages. Les tombes d'El Kab rappellent celles de la vallée des Rois : à partir du Nouvel Empire, ou plus exactement à partir du règne du troisième pharaon, Thoutmôsis Ier, on a commencé à creuser les tombes dans la montagne, à faire des nécropoles indépendantes des temples.

## Photos

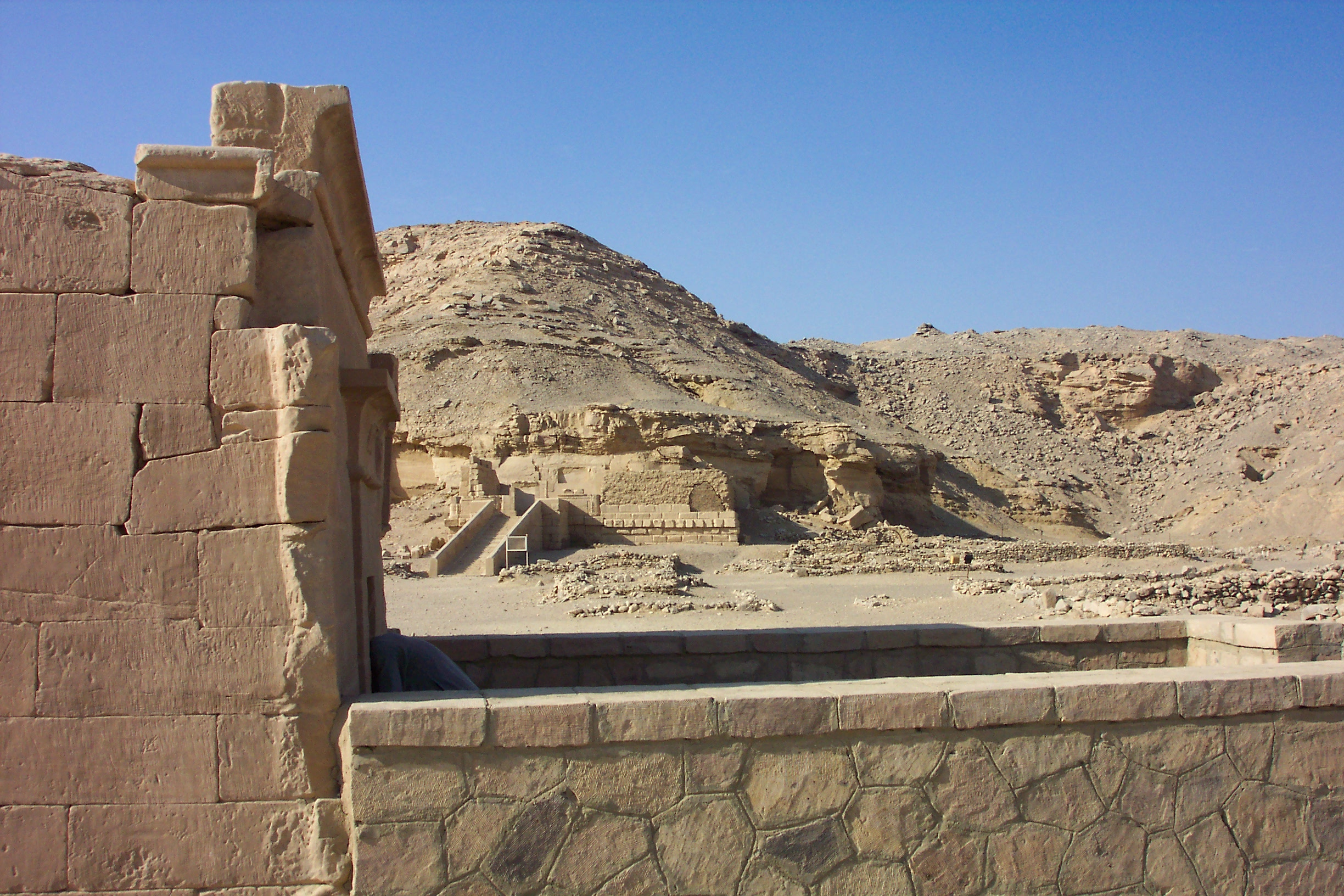
Vue des ruines d'El-Kab.
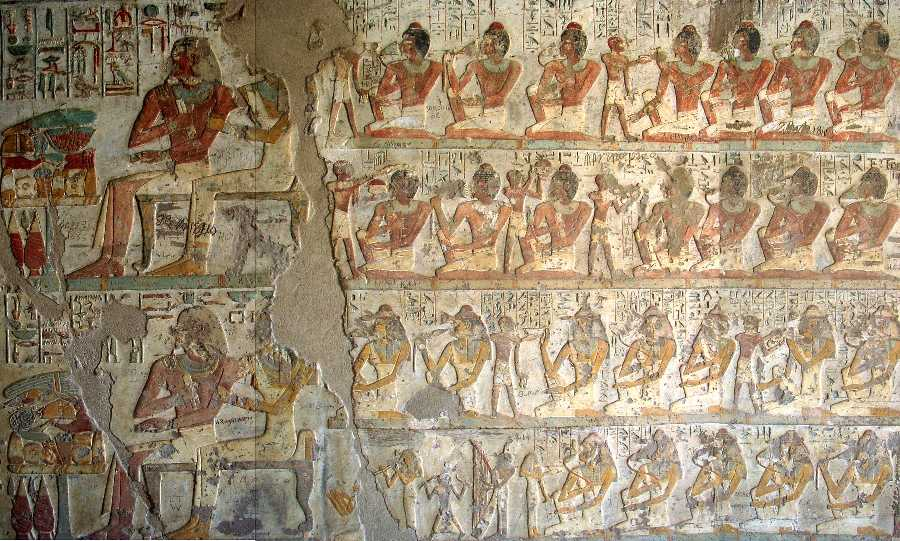
Scène de banquet dans le tombeau de Pahéri.